# Želenice, Most
Želenice là một làng thuộc huyện Most, vùng Ústecký, Cộng hòa Séc.